# Methyljasmonaat
Methyljasmonaat (MeJa) is een vluchtige, organische verbinding die voorkomt als verdedigingsmiddel bij planten en in verschillende metabole routes, met de ontwikkeling van planten samenhangende processen als kiemen, wortelgroei, bloei, rijpen en sterven. Methyljasmonaat is een derivaat van jasmijnzuur. De synthese wordt gekatalyseerd door S-adenosyl-L-methionine:jasmonic acid carboxyl methyltransferase.
Jasmijnzuur heeft twee chirale koolstofatomen, dus vier verschillende stereo-isomeren. Ook voor MeJa geldt dit. Het (+)-epi-isomeer ((+)-epi-Jasmijnzuremethylester [(1R,2S)-isomeer]) heeft de sterkste geur-respons.

## Beschrijving
Planten produceren methyljasmonaat en jasmijnzuur in reactie op zowel biotische als abiotische stress-situaties, zoals vraat door herbivoren of verwonding. Methyljasmonaat kan zowel optreden als signaalstof voor het verdedigingssysteem van de originele plant of het kan zich verspreiden via fysiek contact of de lucht naar nog niet beschadigde planten waarin het verdedigingssysteem geactiveerd wordt.

## Verdedigingsmiddelen van planten
MeJa kan een plant aanzetten tot de productie van een groot aantal verdedigingsstoffen zoals Fytoalexines (antimicrobieel), nicotine of proteaseremmers. De proteaseremmers verstoren het verteringsproces en ontmoedigen het insect nogmaals van de plant te eten.
MeJa is gebruikt om na verwonding in sparren de acticiteit van harskanalen te activeren. Dit kan gebruikt worden als een soort vaccin tegen veel soorten belagers van de boom.

## Experimenten
In recente experimenten is gebleken dat MeJa effectief is tegen bacteriegroei in planten als het op de bladeren verstoven wordt. De theorie is dat dit antimicrobieel effect samenhangt met het activeren van het verdedigingssysteem van de plant.
MeJa is ook een plantenhormoon dat betrokken is bij de ontwikkeling van het wortelstelsel, bloei, zaad en vruchtrijping. Een toename van het hormoon beïnvloed de bloeitijd, de bloemvorm en het aantal geopende bloemen. MeJa induceert de enzymactiviteit de leidt tot ethyleenvorming, een plantenhormoon dat de rijping van fruit regelt.
Een hogere concentratie methyljasmonaat in de wortels heeft tot gevolg dat de groei daar geremd wordt. Verwacht wordt dat de hogere jasmonaatconcentratie eerder inactieve genen activeert , die vervolgens de groei remmen.

## Kankercellen
MeJa heeft in kankercellen tot gevolg dat cytochroom C in de mitochondria vrijkomt, wat tot celdood leidt. Gewoon weefsel wordt niet beïnvloed. Meer specifiek: het veroorzaakt celdood in CLL-cellen, betrokken van mensen met deze ziekte. De cellen werden in een weefselkweek blootgesteld aan MeJa. Behandeling van normale menselijke lymfocyten leidde niet tot celdood.